# Hans Gericke
Hans Gericke (ur. 8 grudnia 1871 w Poczdamie, zm. 20 października 1912 w Gröditz) – niemiecki inżynier i pilot.

## Życiorys
Gericke studiował na Politechnice w Darmstadt. Jako inżynier pracował w fabrykach Schuckert, Royal Railway Directorate w Berlinie, a później w dużych zakładach w Kanadzie i Denver. Pierwszy lot odbył w 1908 roku z architektem Otto Müllerem. Licencję pilota balonowego uzyskał 14 września 1909 roku, a lotniczą 14 marca 1911 roku.
W 1911 roku wygrał Puchar Gordona Bennetta wraz z Otto Dunckerem z Wilmersdorf. Zginął 20 października 1912 roku podczas próby pobicia rekordu wysokości wraz z Wilhelmem Dieudonné Stielerem (1888–1912) z 13 Pułku artylerii. Balon Reichsflugverein ze zniszczoną powłoką spadł na polach w pobliżu wioski Gröditz. 